# 阿尔维德·克内佩尔
阿尔维德·克内佩尔（瑞典語：Arvid Knöppel，1867年3月7日—1925年3月7日），瑞典男子射击运动员。他曾代表瑞典参加1908年夏季奥林匹克运动会射击比赛，获得男子团体移动靶单次射击金牌。